# Sutcliffe

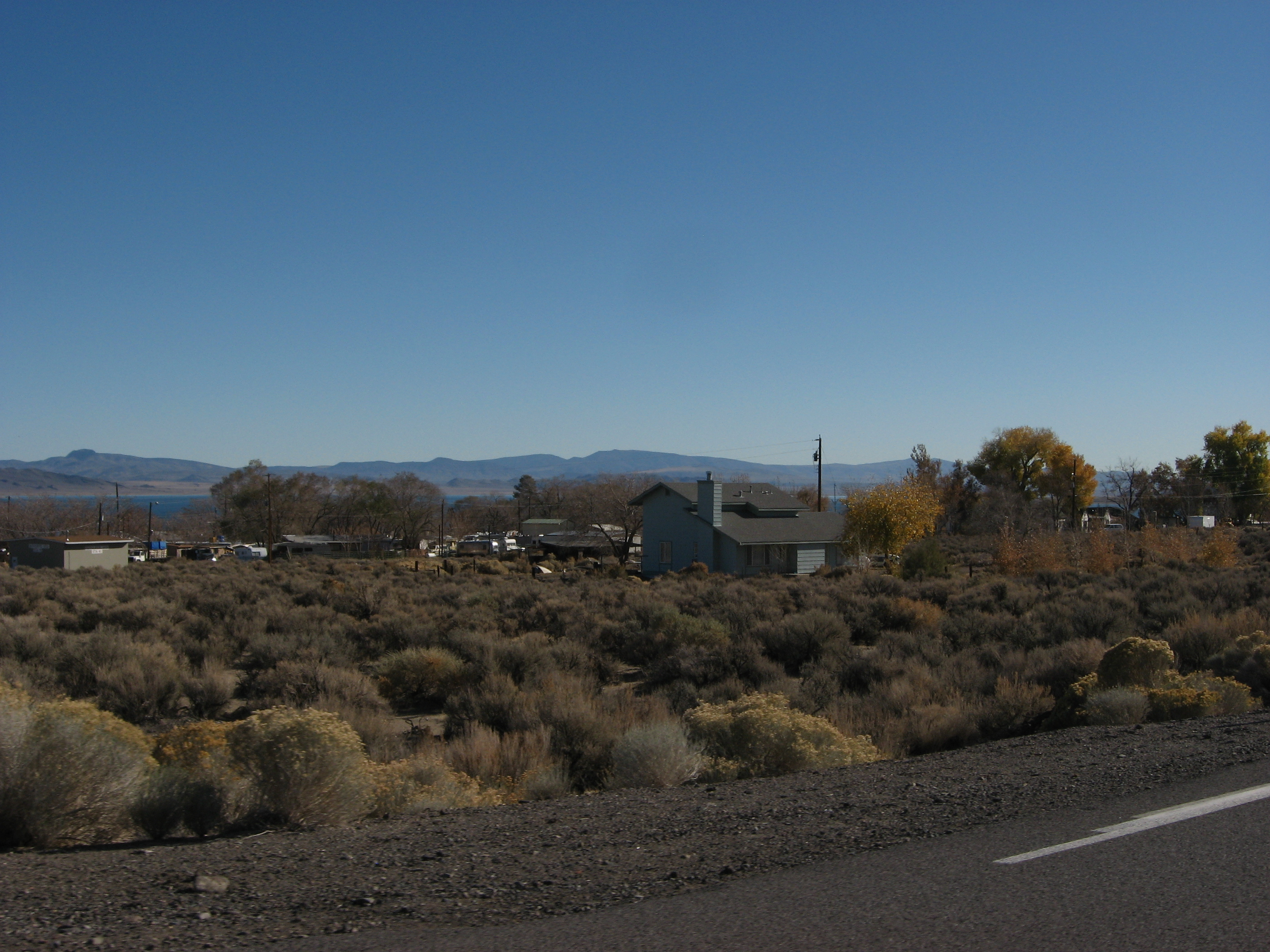
Sutcliffe

Sutcliffe is een plaats (census-designated place) in de Amerikaanse staat Nevada aan de westelijke oever van Pyramid Lake. Het valt bestuurlijk gezien onder Washoe County.

## Demografie
Bij de volkstelling in 2000 werd het aantal inwoners vastgesteld op 281.

## Geografie
Volgens het United States Census Bureau beslaat de plaats een oppervlakte van 25,9 km², geheel bestaande uit land.

## Plaatsen in de nabije omgeving
De onderstaande figuur toont nabijgelegen plaatsen in een straal van 44 km rond Sutcliffe.